# Ferdinand de Tascher
Pour les autres membres de la famille, voir Famille Tascher.
Le comte Jean Samuel Ferdinand de Tascher, né le 22 décembre 1779 à Orléans, mort le 14 décembre 1858 à Paris, est un homme politique français du XIXe siècle.

## Biographie
Ferdinand de Tascher est le fils de Pierre Jean Alexandre, comte de Tascher, parent de l'impératrice Joséphine.

### Carrière durant la période napoléonienne
Il fait ses études à l'École polytechnique (1799).
En 1805, il est nommé auditeur au Conseil d'État (1805) ; en 1812, il est envoyé comme commissaire spécial en Westphalie;

### La mort de ses frères (1812-1813)
À la fin de l'année 1812, Napoléon attaque la Russie ; deux frères de Ferdinand, Charles (né en 1786) et Eugène (né en 1792) participent à la campagne et à la désastreuse retraite de Russie, où ils trouvent la mort : Eugène à Königsberg (actuelle Kaliningrad), à la fin de 1812, après avoir été porté par Charles, car ayant les pieds gelés, il ne pouvait plus marcher ; Charles atteint Berlin où il meurt d'épuisement peu après que Ferdinand l'y ait rejoint. 
En 1814, Ferdinand fait imprimer en leur honneur une Oraison funèbre de Maurice de Tascher, capitaine légionnaire au douzième régiment de chasseurs à cheval, et d'Eugène de Tascher, lieutenant au quatrième régiment d'artillerie légère, tous deux morts dans la retraite de Moscou, l'un à 27 ans, l'autre à 20, par leur frère le baron Ferdinand de Tascher, auditeur au conseil d'État.

### La Restauration et la Monarchie de Juillet
Revenu en France au moment de la chute de Napoléon (avril 1814), il ne reprend pas d'emploi.
À la mort de son père, en 1822, il hérite de sa pairie ; parmi les Pairs, il siège avec les libéraux.
Il se rallie franchement à la Monarchie de Juillet, qu'il soutient par ses votes en toute occasion ; cependant, il s'abstient lors du procès (1840) de prince Louis-Napoléon, avec qui il est apparenté.
Rendu à la vie privée par la Révolution de 1848, il se retire des affaires publiques et vit dans la retraite et ne garde que la fonction de maire de Pouvray (Orne) où il possède un château. Il meurt à Paris, le 14 février 1858.
Il est inhumé dans la Chapelle de Tascher au Château de Pouvrai.

## Fonctions
- Auditeur au Conseil d'État
- Pair de France (1822, à titre héréditaire).

## Distinctions
Il était officier de la Légion d'honneur.

## Règlement d'armoiries
« D'argent à trois fasces d'azur, chargées chacune de trois sautoirs aussi d'argent, et surmontées de deux soleils de gueules.,, »